# NGC 7446
NGC 7446 (również PGC 70185) – galaktyka eliptyczna (E), znajdująca się w gwiazdozbiorze Andromedy. Odkrył ją Édouard Jean-Marie Stephan 23 października 1878 roku.